# Rosental an der Kainach
Rosental an der Kainach est une commune autrichienne du district de Voitsberg en Styrie.